# 耶佩
耶佩是巴西圣保罗州的一个市镇。总面积596.066平方公里，总人口7490人，人口密度12.6人/平方公里。